# Dicliptera syringifolia
Dicliptera syringifolia är en akantusväxtart som beskrevs av Hermann Merxmüller. Dicliptera syringifolia ingår i släktet Dicliptera och familjen akantusväxter. Inga underarter finns listade i Catalogue of Life.